# Anthostomella puiggarii
Anthostomella puiggarii är en svampart som beskrevs av Speg. 1919. Anthostomella puiggarii ingår i släktet Anthostomella och familjen kolkärnsvampar.   Inga underarter finns listade i Catalogue of Life.